# Tiberius
Tiberius Caesar Augustus, născut Tiberius Claudius Nero (n. 16 noiembrie 42 î.Hr., Roma, Republica Romană – d. 16 martie 37 d.Hr., Miseno, Bacoli, Campania, Italia), a fost al doilea împărat roman și a domnit de la moartea lui Augustus în anul 14 până la moartea sa în 37.

## Biografie
Fiu al senatorului Tiberius Claudius Nero și al Liviei Drusilla, Tiberius devine, în urma căsătoriei mamei sale cu Octavianus, în 38 î.Hr., fiul vitreg al viitorului împărat Augustus.
Tiberius beneficiază de o strălucită educație și începe cariera armelor în calitate de tribunus militum în campania lui Augustus din Hispania împotriva triburilor cantabrilor din anii 26-25. În anul 20 î.Hr. conduce solia romană în Orient, care instalează un rege clientelar Romei pe tronul Armeniei și obține, după încheierea tratatului romano-part, retrocedarea insignelor romane pierdute în bătălia de la Carrhae (53 î.Hr.). 
Împreună cu fratele său, Nero Claudius Drusus, Tiberius supune, în anii 15-13, triburile reților și vindelicilor din ținuturile dintre Alpi și cursul superior al Dunării. Între 12-9 î.Hr., cucerește regiunea dintre Alpii răsăriteni și Dunărea mijlocie, populate de triburi celtice și ilire (viitoare Pannonie) și le alipește provinciei Illyricum. După moartea lui Drusus, preia comanda forțelor romane de la Rin, întreprinzând campanii în Germania dintre Rin și Elba (8-6 î.Hr.). Căsătorit, împotriva voinței sale, în anul 12 î.Hr., cu Iulia, fiica împaratului Augustus, va trebui să se autoexileze 7 ani în insula Rhodos (6 î.Hr.-2d.Hr.) din pricina eșecului căsniciei și a politicii dinastice a lui Augustus. Moartea celor doi nepoți ai lui Augustus, Lucius și Gaius Caesar, îl determină pe împărat să-l adopte și, indirect, să-l desemneze moștenitor la tron pe Tiberius (care își schimbă acum numele de Tiberius Claudius Nero în Tiberius Iulius Caesar).
Numit din nou comandant al forțelor romane de la Rin, Tiberius întreprinde în anii 4-6 campanii la răsărit de fluviu împotriva cheruscilor, chaucilor și longobarzilor, până pe malurile Elbei. După izbucnirea în anul 6 a puternicei răscoale antiromane a triburilor din Pannonia și Dalmația, Tiberius este numit comandant suprem al celor 15 legiuni romane care vor lupta 3 ani până la înfrângerea răsculaților.
Între anii 10-12 este din nou în fruntea forțelor romane de la Rin. La moartea lui Augustus, Tiberius îi succede la tronul Imperiului Roman. La 56 de ani, vârstă la care Tiberius îmbracă purpura, personalitatea sa fusese profund marcată de îndelungatele campanii militare. Cei 23 de ani de domnie nu fac decât să-i accentueze pesimismul, suspiciunea și solitudinea. Spirit energic, cumpătat, econom, el continuă politica lui Augustus de întărire a autorității principelui, a îmbunătățit administrația provinciilor, a consolidat starea finanțelor statului.
Pe plan extern, Tiberius renunță la costisitoarea politică ofensivă din Germania, rechemând în anul 16 la Roma pe Germanicus, nepotul său, și stabilind frontiera imperiului pe Rin. Regatele clientelare Moesia, Commagene și Cappadocia sunt transformate în provincii romane. Răscoala antiromană din Africa și cea din nord-estul Galliei sunt reprimate cu violență de generalii săi.
Tiberius moare bolnav în drum spre Roma, la Misenum, pe 16 martie 37. Mulți istorici susțin că un general trimis de nepotul său, Caligula, l-ar fi ucis prin sufocare, după ce Tiberiu începea să-și revină. Caligula și-ar fi ucis unchiul pentru desele molestări sexuale aplicate asupra lui, care i-au traumatizat copilăria.

## Ascensiunea
Ca fiu vitreg al lui Augustus, Tiberius era bine situat, dar nu a devenit automat urmaș la tronul imperial. În 25 î.Hr., i-a fost atribuit primul post de ofițer în Cantabria. Cinci ani mai târziu, a dus o campanie împotriva părților, recucerind steagurile legiunilor romane pierdute de Crassus la Carrahe. În 16 î.Hr., a fost numit guvernator al Galiei, iar în 15 î.Hr., a cucerit cu fratele său Drusus, noi teritorii în Alpi. Ca răsplată, Tiberius a fost numit consul pentru prima oară în anul 13 î.Hr.
În anul 12 î.Hr., a fost forțat să divorțeze de Vipsania Agrippina ca să se însoare cu fiica văduvă a lui Augustus, Iulia, pentru a deveni protectorul fiilor ei, tinerii cezari, Caius și Lucius. Nu se atrăgeau reciproc, iar căsătoria s-a dovedit un dezastru. Astfel, Tiberius, dezgustat de propria sa soție, a fost mult timp departe de ea, în campanii. I-a cerut permisiunea lui Augustus de a se autoexila pe insula Rodos, unde a trăit liniștit, timp de 8 ani. În anul 2 î.Hr., Iulia a fost izgonită în Pandateria pe motiv de adulter, iar Caius Caesar a devenit moștenitorul prezumtiv. Lui Tiberius, având căsătoria anulată, i s-a interzis să mai vină la Roma până în anul 2, când a fost primit sub condiția de a nu se amesteca în afacerile publice. 
După moartea lui Lucius și Caius, Livia a început să pledeze cauza fiului ei. Augustus ar fi exclamat pe patul de moarte în privința lui Tiberius „Vai de poporul roman, să fie măcinat de niște fălci care mestecă atât de încet”. Tiberius era considerat auster și rigid, fiind adoptat în anul 4 de către Augustus din „rațiuni de stat”, dar nefiind acceptat cu entuziasm. 
După adopție, Tiberius s-a realăturat legiunilor de peste Rin, ducând campanii de cucerire în inima Germaniei.
În anul 6, a plecat să reprime o răscoală din Peninsula Hemus (Peninsula Balcanică). Aflat acolo, în anul 9, a fost înștiințat despre dezastrul lui Varus. S-a întors în grabă pe Rin pentru a întări linia defensivă.
A revenit la Roma, în octombrie 12, pentru a celebra un triumf. Avea o mare pricepere militară, fiind călit în lupte, dar nu avea experiență în conducerea administrativă. Aflându-se pe drumul de întoarcere spre Peninsula Hemus, a fost chemat de urgență la căpătâiul muribundului Augustus, pe care l-a succedat la tron.

## Prima parte a domniei

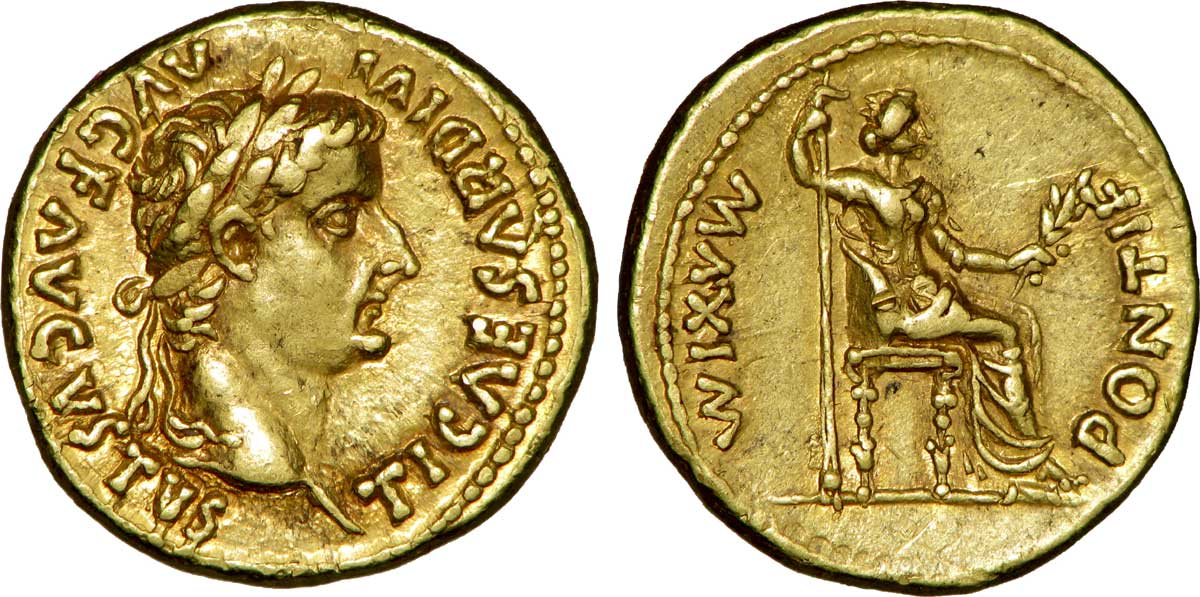
Moneda cu efigia împăratului

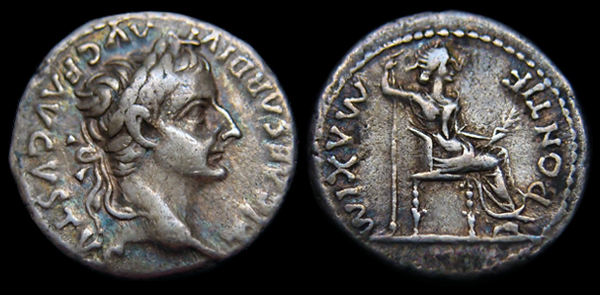
Emperor Tiberius Denarius - Tribute Penny

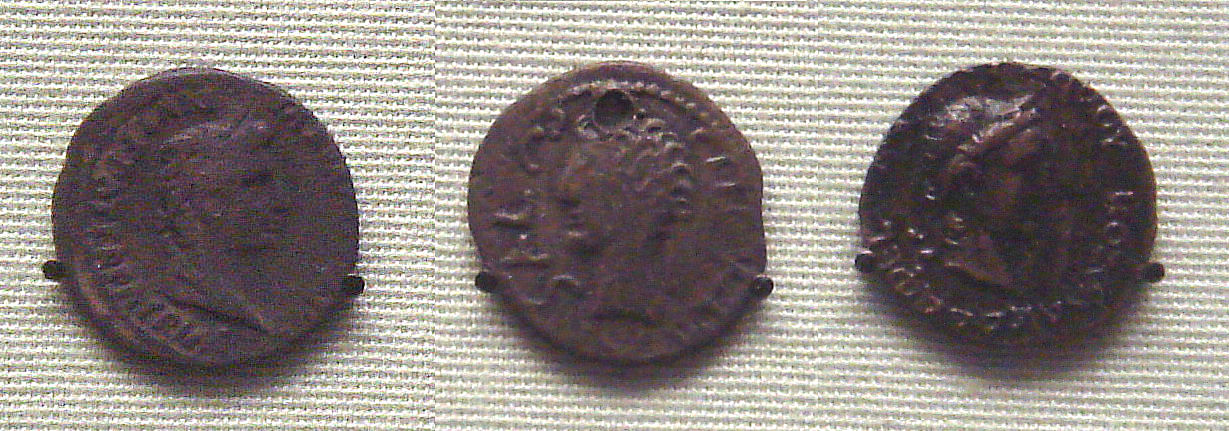
Dinarii din argint ce il reprezinta pe Tiberius gasite in India

Prima decizie pe care a luat-o a fost asasinarea lui  Agrippa Postumus, un rival serios, întemnițat pe insula Planasia. 
Deținea din anul 12, alături de Augustus, puterea supremă și era considerat moștenitorul enormei averi personale a acestuia. Era reticent cu Senatul în privința moștenirii titlurilor lui Augustus. Era nevoit să se ocupe de legiuni care juraseră credință lui Augustus și care au profitat de schimbarea conducătorului pentru a cere o mărire a soldei. Tiberius l-a trimis pe Drusus, fiul său, să domolească legiunile din Panonia, dar revolta armatelor de pe Rin s-a dovedit serioasă. A fost reprimată cu greu de către fiul adoptiv a lui Tiberius, Germanicus.
Drusus și Germanicus au jucat un rol important în primii ani de domnie ai lui Tiberius. Germanicus se bucură de prestigii datorită liniei sale genealogice, fiind strănepotul lui Augustus, moștenind sângele iulian de la mama sa și fiind căsătorit cu strănepoata lui Augustus, Agrippina Maior. 
Între timp, Tiberius a limitat influența Liviei, care primise titlul de Augusta prin testamentul soțului ei, fiindu-i refuzat titlul de Mamă a Națiunilor. Germanicus a rămas cu armata de pe Rin între 14-16, conducând campanii succesive în centrul Germaniei. A recuperat două dintre cele trei stindarde ale legiunilor romane, pierdute în urma catastrofalei înfrângeri și a înmormântat cadavrele soldaților romani din acea bătălie. S-a renunțat la ideea de a împinge granița imperiului de partea cealaltă a Rinului, Tiberius anulând operațiunile costisitoare și inutile, chemându-l pe Germanicus la Roma.
În anul 17, Germanicus a sărbătorit un triumf și a devenit consul alături de Tiberius în anul 18. Germanicus părea a fi succesorul ales, dar s-a îndreptat spre orient, pentru a rezolva problemele. A intrat în conflict cu Gnaeus Piso, guvernatorul Siriei, și și-a depășit autoritatea vizitând Egiptul fără permisiunea împăratului. Germanicus s-a îmbolnăvit și a murit în octombrie 19, iar Piso a fost suspectat că l-ar fi otrăvit. A fost judecat pentru crimă și obligat să se sinucidă. Germanicus este prezentat de Suetonoius într-o lumină strălucitoare, ca un supraom. În timpul revoltei legiunilor de pe Rin, potrivit lui Tacitus, soldații l-ar fi vrut ca împărat în locul lui Tiberius. Tiberius însuși l-ar fi chemat la Roma deoarece era invidios pe succesul său. În realitate era un general mediocru, iar cea de-a doua campanie s-a dovedit un dezastru. La moartea sa a fost transformat într-un erou popular, asta datorită multor oameni nemulțumiți de Tiberius. 
Drusus a devenit favorit ca moștenitor, fiind numit guvernatorul Panoniei în anul 17. S-a întors în anul 20 pentru triumf. A împărțit funcția de consul cu Tiberius, dar s-a stins din viață prematur, la Roma, în anul 23, fiind otrăvit de soția sa, Livilla, în complicitate cu amantul ei, Lucius Aelius Seianus, comandant pretorian. 
Odată cu plecarea lui Tiberius în Campania în anul 26, puterea lui Seianus a crescut. Tiberius s-a stabilit pe insula Capri, în 27, pentru tot restul vieții sale. Astfel, Seianus putea decide întâlnirile oficiale, plasându-se într-o poziție superioară consulilor și senatorilor. 
În anul 29, Livia, mama lui Tiberius, a murit, iar împăratul nici nu a asistat la funeraliile ei, ba chiar a interzis zeificarea ei și nu i-a luat în considerare testamentul, din cauza neînțelegerilor. 
Agrippina, văduva lui Germanicus, și fiul ei mai mare, Nero, au fost arestați și acuzați de Seianus că ar fi complotat să-i urmeze lui Tiberius la tron și exilați pe Insulele Poziane. Agrippina a fost exilată în Pandateria, bătută cu multă cruzime și a murit de inaniție în anul 33. Fiul ei, Nero, a fost forțat să se sinucidă, iar Drusus a murit prin înfometare forțată.
În anul 31, Seianus a încercat să pună mâna pe putere. Tiberius a ridicat suspiciuni în privința lui după ce îl promovase la rang de senator și îl făcuse senator alături de el. A recurs la ajutorul lui Naevius Sutorius Macro, căruia i-a promis poziția lui Seianus. La ședința senatului, Macro a înlocuit garda pretoriană cu soldați din garda de noapte, cărora le-a înmânat scrisoarea lui Tiberius, cu ordinul de a-l aresta pe Seianus. Acesta a fost capturat și ucis, iar familia și prietenii săi au fost vânați și uciși. 
Tiberius avea un caracter schimbător. A urmat la început modelul lui Augustus, participând regulat la ședințele senatului, asista la jocuri și spectacole, împărțea daruri generoase. Dar nu avea tactul lui Augustus și nu știa să se comporte în societate, având o reputație de rigid și arogant. Populația era nemulțumită de refuzul lui Tiberius de a mai organiza ceremonii fastuoase. A construit foarte puțin, ridicând un templu lângă Forul lui Augustus, pe care nu l-a terminat. A folosit prada de război pentru a reconstrui templul lui Castor. Era considerat zgârcit pentru că nu cheltuia banii pentru construcții sau serbări.

## Pe insula Capri

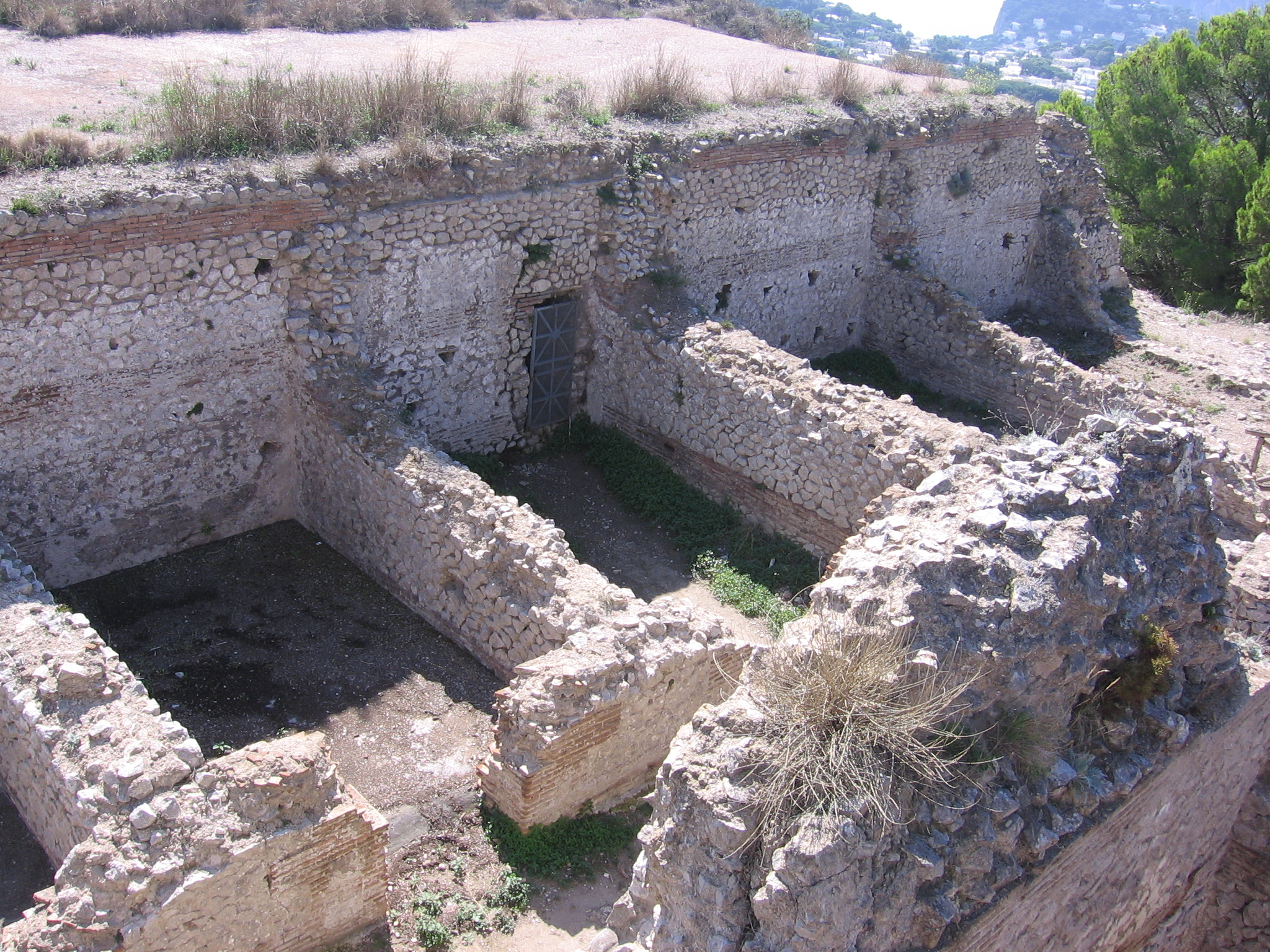
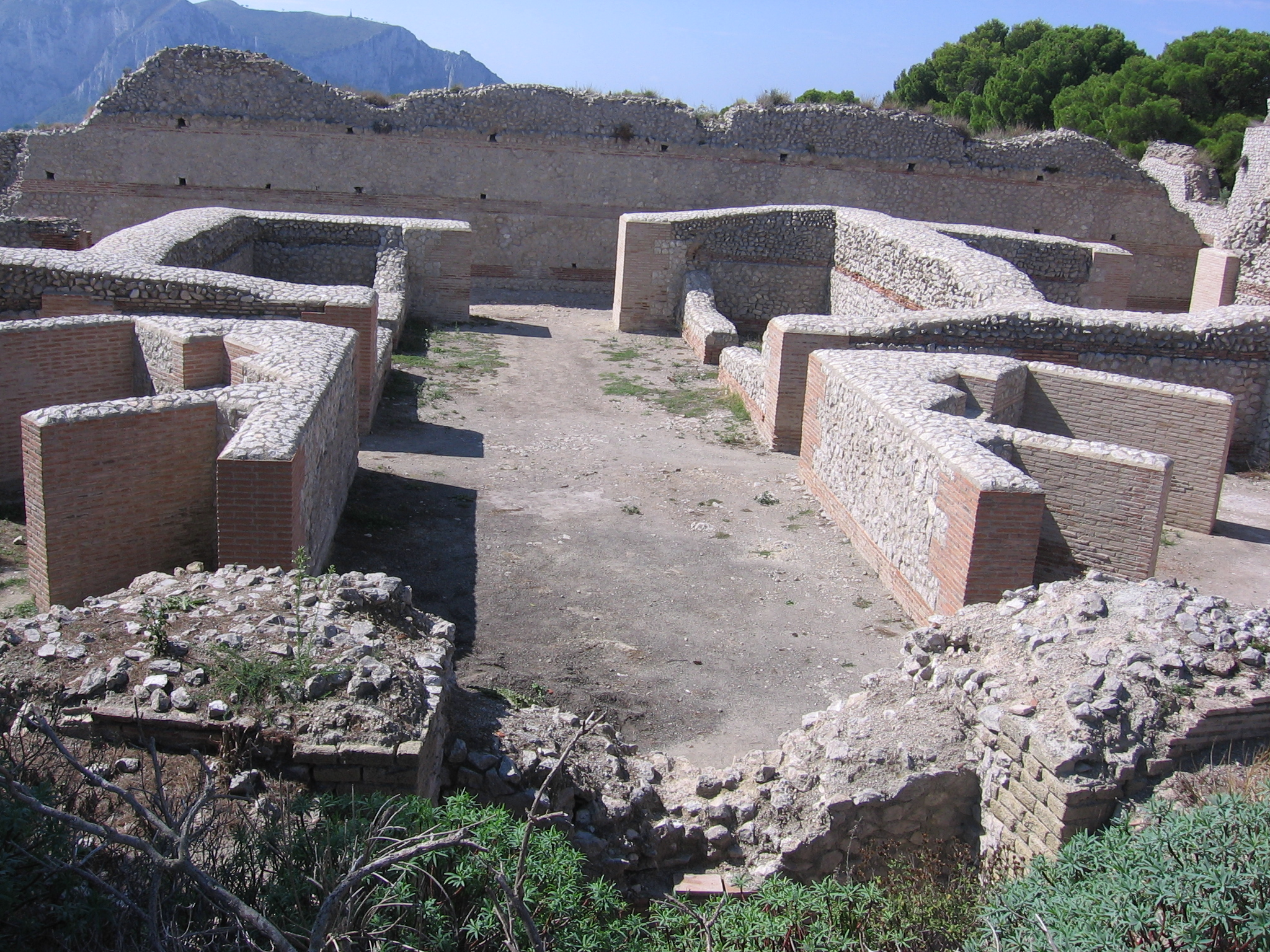

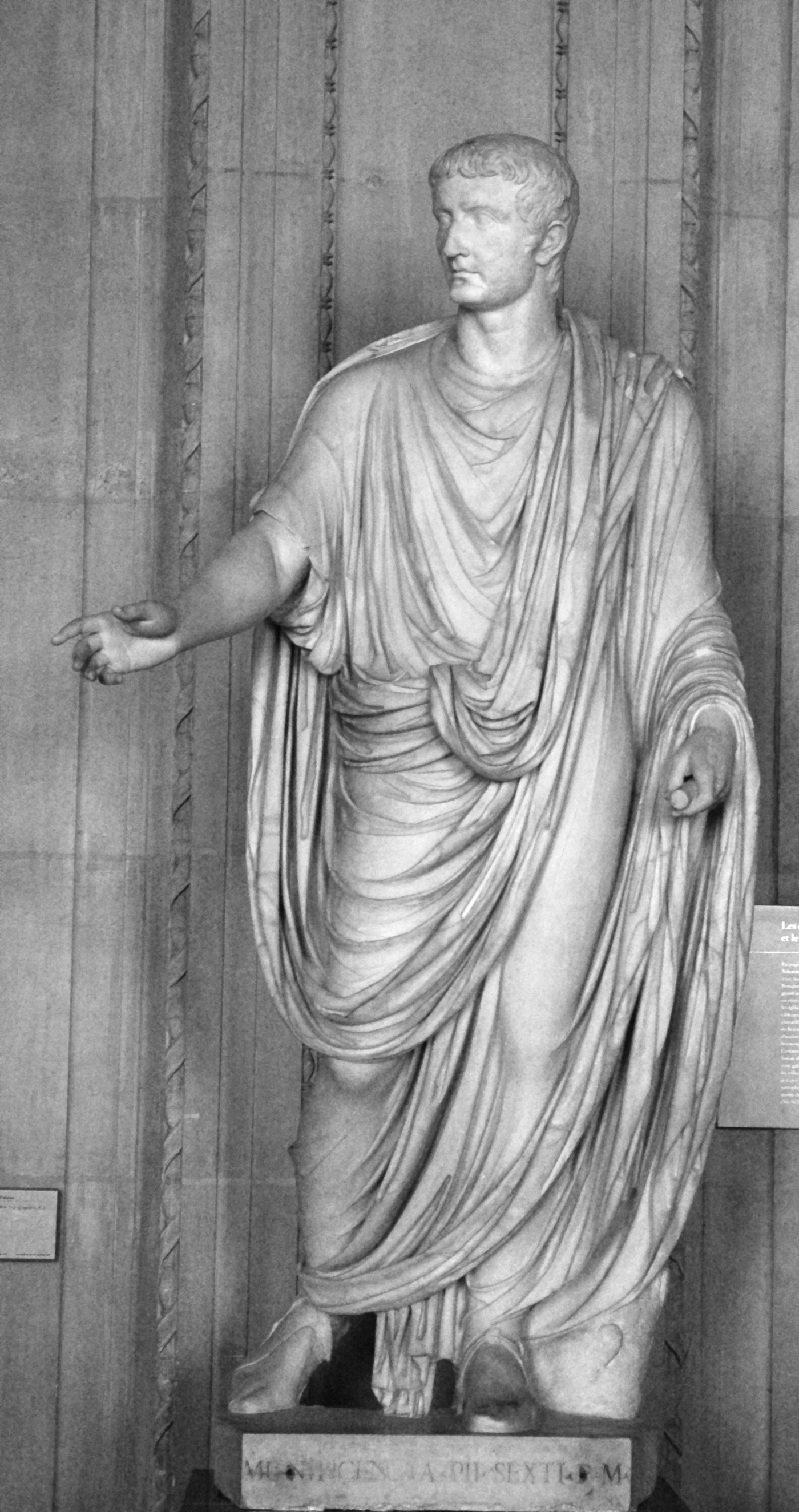
Statuia lui Tiberius gasita pe Capri

Tiberius, stabilit pe insula Capri, era înconjurat de astrologi și s-a dedicat literaturii. A limitat folosirea cuvintelor grecești și chiar a consultat mulți experți în privința folosirii unui cuvânt străin într-un edict oficial. Cunoștea la perfecție latină și greacă, compunea versuri în stilul poeților eleni și avea ca pasiune mitologia. Și-a însușit stâncoasa insula Capri, din golful Napoli, pentru a o transforma într-un loc de relaxare. A ales piscurile muntoase din partea de est a insulei ca loc de construcție pentru inaccesibila sa reședința, Villa Iovis, fiind nevoie de multă ingeniozitate pentru a clădi o capodoperă pe un teren denivelat și mic. A construit peste rezervoarele boltite o curte pătrată, în care se găseau săli de recepție, băi și apartamente luxoase. Oamenii de care nu-i plăcea îi arunca în mare de pe stâncă, ori punea să fie uciși cu căngi și vâsle, conform lui Suetonius. Păstra controlul asupra afacerilor de stat fără a mai interveni, fiind acuzat de ipocrizie, acordând senatului libertate de acțiune, în timp ce el deținea puterea reală.
Pretindea că se ghidează după principiile lui Augustus. I-a menținut în funcție pe guvernatorii de provincie mult timp, recordul fiind de 25 de ani și aparținându-i lui Poppaeus Sabinus, guvernatorul Moesiei. Când prefectul Egiptului a mărit taxele, Tiberius l-a mustrat aspru, spunându-i că "oile lui să fie tunse, nu rase". A oferit fonduri consistente de ajutor Romei în urma incendiilor din anii 27 și 36. Tiberius a fost nevoit să strângă cât mai multe taxe. Relația dintre el și Senat se răcea. Chiar și cea mai neînsemnată acuzație era suficientă pentru a obține condamnarea, un fost consul distins fiind condamnat pentru că a intrat la toaletă cu o moneda a lui Tiberius asupra sa. Senatorii lipsiți de scrupule profitau de această situație, putând să se răzbune pe adversarii lor. 

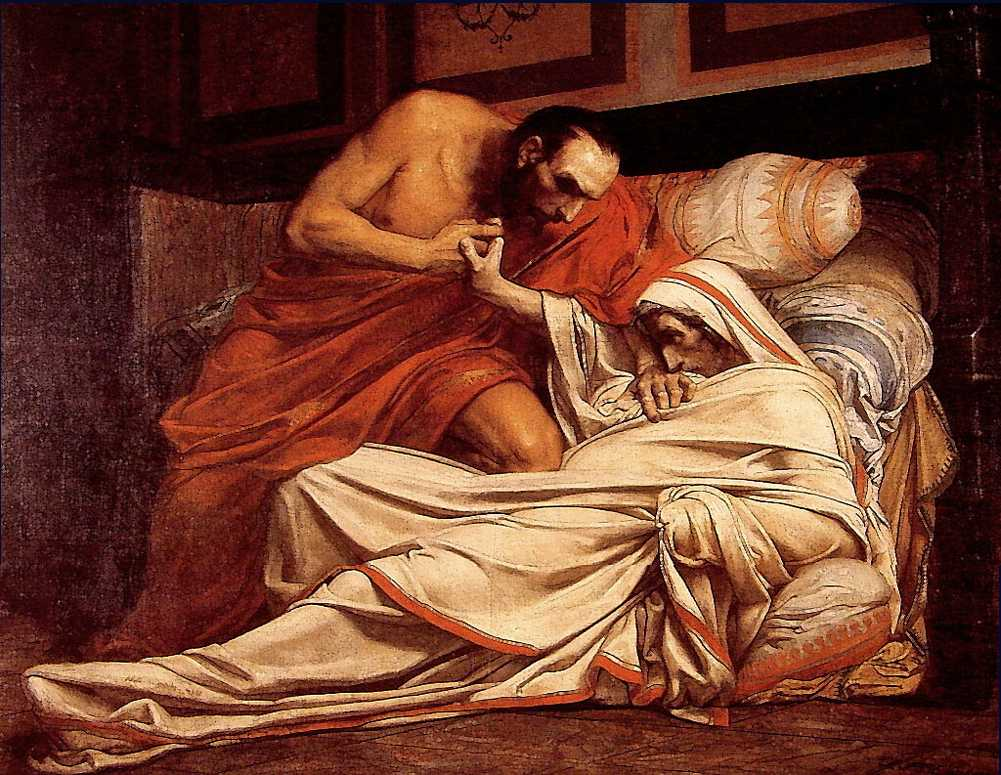
Moartea lui Tiberius

Tiberius și-a petrecut ultimii ani de viață în insula Capri, în timp ce procesele pentru trădare continuau cu frenezie la Roma. Se deda la perversiuni sexuale, abuza de bebeluși, se înconjura de grupuri de băieți sprințari și se deda la acte homosexuale. Instruia copii pentru a se juca între coapsele sale când înota, numindu-i "peștișorii săi". Costuma tineri în păuni și tinere în nimfe și îi punea să facă dragoste în grotele de pe insulă. Dormitoarele îi erau decorate cu picturi și sculpturi erotice. Fiecare participant trebuia să aibă modelul poziției pe care el îi cerea s-o folosească. Avea o slăbiciune pentru vin și, în tinerețe, când era general, era poreclit de soldații săi ca "Biberius Caldius Mero" (bețivul care bea vinul cald). Partenerii săi de pahar devin automat posesorii unor funcții importante. În urma unei orgii bahice, Pomponius Flaccus devine guvernator al Siriei, în timp ce Lucius Piso devine prefect al Romei. În timp ce se afunda în orgii și desfrâu, Spania rămânea fără legați consulari, în timp ce Galia era invadată de triburile germanice, Moesia de daci și Armenia de parți. În același timp, Africa era cuprinsă de o puternică răscoala antiromană.
Problema succesiunii nu a fost rezolvată, izbucnind o dispută dintre Caligula, fiul lui Germanicus, și Tiberius Gemellus, fiul lui Drusus. Tiberius bănuia că Gemellus era rodul adulterului comis de Livilla cu Seianus. Astfel, Caligula a devenit posibilul moștenitor. 
În anul 37, Tiberius s-a îmbolnăvit în timpul unei plimbări prin Campania. Boala l-a răpus la Misenum, în vila de pe malul mării, unde a murit pe 16 martie, la vârstă de 79 de ani. Tacitus scrie că, fiindcă a crezut că murise , Caligula i-a scos inelul de pe deget și a fost salutat ca împărat de către mulțime. Tiberius s-a trezit și a voit să mănânce. Caligula s-a îngrozit, iar Marco, prefectul pretoriului, s-a repezit înăuntru și l-a sufocat pe bătrân cu o pernă. Vestea morții lui Tiberius a provocat mai degrabă bucurie decât tristețe. Mulți cereau ca trupul să-i fie aruncat în Tibru, dar Caligula s-a îngrijit să fie transportat, sub pază, la Mausoleul lui Augustus, nefiind zeificat și nici condamnat. A fost disprețuit din tinerețe, ca "noroi îmbibat cu sânge."